# Glyphodes eudoxia
Glyphodes eudoxia là một loài bướm đêm trong họ Crambidae.